# Crise ecológica
Uma crise ecológica ou crise ambiental é um conceito da ecologia definido como quando o ambiente de uma espécie ou/e de uma população passa por mudanças críticas que desestabilizam sua continuidade e cujo impacto no restante do ecossistema considerado altera definitivamente os recursos deste ecossistema ou a resiliência dessa espécie.
Existem muitas causas possíveis para uma crise deste nível, como: fator abiótico, pressão de predação ou superpopulação. Em qualquer um desses casos, há uma degradação da qualidade do meio ambiente em relação às necessidades das espécies que o habitam. Crises ecológicas são conhecidas, entre outras coisas, como extinções em massa, sejam globais, como a extinção do Permiano-Triássico, ou locais como o empobrecimento do lago Victoria após a introdução da perca-do-nilo.
Nas últimas décadas, os impactos causados pelas atividades da espécie humana tem tido considerável na atual crise ecológica no planeta. Existem quatro causas principais do atual colapso da biodiversidade: a destruição e a poluição de habitats; a superexploração dos recursos naturais; a disseminação descontrolada de espécies em todo o planeta (algumas se tornando espécies invasoras); e, finalmente, as mudanças climáticas.